# Silas Malafaia
Silas Lima Malafaia (Rio de Janeiro, 14 de setembro de 1958) é um pastor evangélico neopentecostal brasileiro, líder da Assembleia de Deus Vitória em Cristo. Malafaia também é televangelista, graduado em psicologia, presidente da editora Central Gospel, além de ser vice-presidente do Conselho Interdenominacional de Ministros Evangélicos do Brasil (CIMEB), entidade que agrega cerca de oito mil pastores de quase todas as denominações evangélicas brasileiras.
Malafaia é bastante conhecido por sua atuação política e pelo discurso de ódio sobre temas como homossexualidade e aborto, bem como por defender a chamada teologia da prosperidade. Em 2002 e 2006, apoiou Lula (PT) na suas campanhas vitoriosas a presidente, chegando a ser indicado a um Conselho informal da Presidência da República. Em 2010, transita para a oposição, apoiando José Serra (PSDB). Nas eleições de 2012, foi cabo eleitoral evangélico do candidato José Serra (PSDB) à Prefeitura de São Paulo e ajudou a eleger 24 prefeitos e 16 vereadores em sete estados. Nas eleições de 2014, fez campanha para Aécio Neves (PSDB) à Presidência da República.
Em janeiro de 2013, a revista Forbes o classificou como o terceiro pastor mais rico do Brasil, com um patrimônio estimado pela publicação em 150 milhões de dólares. No entanto, ele negou a informação no programa De Frente com Gabi, no qual afirmou que seu patrimônio girava em torno de 6 milhões de reais.
Durante as duas campanhas de Eleição de Jair Bolsonaro à presidência, foi forte cabo eleitoral em seus intentos que resultaram na vitória e na derrota na reeleição.

## Carreira
Silas Malafaia é formado em teologia pelo Instituto Bíblico Pentecostal e em psicologia pela Universidade Gama Filho.
Conferencista convidado em várias igrejas no Brasil e também em outros países, também organiza eventos como o Congresso Pentecostal Fogo para o Brasil, "Cruzadas Evangelísticas" e etc. Pastor Silas também é o vice-presidente do Conselho Interdenominacional de Ministros Evangélicos do Brasil (Cimeb), entidade que abriga pastores de diversas denominações evangélicas do Brasil e foi membro da mesa diretora da Convenção Geral das Assembleias de Deus (CGADB).[carece de fontes?]
Presidente da Assembleia de Deus Vitória em Cristo, Malafaia é um conferencista e organizador de eventos de repercussão nacional, como o Congresso Pentecostal Brasileiro Fogo para o Brasil, realizado anualmente.[carece de fontes?]

#### Televangelismo
Coordena e apresenta o Vitória em Cristo, que anteriormente era chamado "Impacto". Este programa está há mais de 29 anos ininterruptos na televisão, sendo transmitido por várias emissoras em rede nacional. Nos Estados Unidos, é transmitido pela CTNI, e na Europa e África, pela TV ManáSat 1. Hoje, um dos seus maiores objetivos é transmitir o Programa Vitória em Cristo nos horários nobres de rede de televisão do Brasil.[carece de fontes?]
Em entrevista feita a Revista Igreja em novembro de 2010, Silas Malafaia, da igreja e programa de televisão, Vitória em Cristo, chamou os pastores que não pregam a teologia da prosperidade de "idiotas" e que deveriam "perder a credencial de pastor", além de voltar a ser um simples membro para aprender melhor sobre as Escrituras.

## Controvérsias
Silas Malafaia é conhecido por suas manifestações polêmicas através de textos e vídeos em que se posiciona de forma extremamente crítica em relação a temas como o aborto e a homossexualidade.
Em agosto de 2011, Malafaia chamou um vereador do município de São Luís, no Maranhão, de "vagabundo", "bandido" e "idiota", após este ter se oposto ao projeto de lei que concederia o título de "Cidadão Ludovicense" ao pastor por considerá-lo "homofóbico". Em resposta à reação de Malafaia, a câmara de vereadores da cidade arquivou a homenagem e aprovou uma moção de repúdio contra o religioso, considerando-o persona non grata.
O pastor chamou a jornalista Eliane Brum, colunista da revista Época, de "vagabunda" durante uma entrevista concedida ao jornal norte-americano The New York Times, em novembro de 2011. A ofensa foi proferida após a publicação de um artigo de Brum onde ela relatava a intolerância vivida por pessoas ateias no Brasil. Em resposta ao comentário de Malafaia, Eliane Brum disse: "A afirmação do pastor é autoexplicativa: ao atacar minha honra por discordar de minhas ideias, ele proporciona a maior prova do acerto e da relevância do meu artigo." O religioso, no entanto, classificou o episódio como um "mal-entendido" e afirmou que usou um termo "inapropriado" para se referir ao artigo que Brum escreveu e não ao caráter da jornalista.
No dia 8 de janeiro de 2023, apoiou a invasão das sedes dos Três Poderes por radicais bolsonaristas, chamando-a de "manifestação do povo".

### Teologia da prosperidade e patrimônio
Em 2009, o pastor anunciou em um culto que realizou em Boca Raton, na Flórida, Estados Unidos, comprou um avião particular que, conforme classificado pelo próprio Malafaia, seria uma "galinha morta", visto que o preço pago foi de 12 milhões de dólares, enquanto o avião valeria cerca de 16 milhões de dólares.
Em outubro de 2012, após Malafaia ter chamado de "palhaço" um pastor cearense que diz renegar a teologia da prosperidade ao afirmar que é pobre e não tem carro, o grupo virtual Anonymous declarou guerra ao pastor por "pregar a prosperidade usando a Bíblia".
Uma reportagem pela revista norte-americana Forbes em 2013, o classificou como o terceiro pastor mais rico do Brasil, com um patrimônio estimado pela publicação em 150 milhões de dólares, Malafaia, no entanto, negou a informação no programa De Frente com Gabi, quando apresentou um extrato da Receita Federal de que seu patrimônio seria em torno de quatro milhões de reais, além de uma participação empresarial em torno de 2 milhões, e chegou a dizer que iria abrir um processo judicial contra a revista por conta da reportagem. Malafaia também afirmou, durante uma entrevista concedida à jornalista Mônica Bergamo, do jornal Folha de S.Paulo, que iria "ferrar esses caras [da Forbes]" e afirmou não possuir tal patrimônio.
Um vídeo editado e postado no YouTube em 29 de julho de 2013 mostra Malafaia pedindo aos crentes que não se pronunciem contra pastores, dizendo que "ninguém deve se meter com os ungidos de Deus". Em trechos do vídeo, o pastor diz:
| “                 | [...] uma meia dúzia de idiotas, de imbecis travestidos de crentes, porque essa gente não é crente, porque quem calunia pastor e fala da igreja não pode ser crente. Vou dar um conselho para você: fica longe de participar de divisão, de calúnia e difamação de pastor. Fica longe disso! Quer arrumar problema para sua vida, entra nisso! […] Teu pastor é ladrão? Teu pastor é pilantra? Você não tá gostando? Sai de lá e vai para outra igreja. Não se mete nisso não, porque não é da tua conta! | ” |
| — Silas Malafaia, | |   |

Em um culto realizado por Malafaia durante a Escola de Líderes Associação Vitória em Cristo e que foi exibido no programa Vitória em Cristo do dia 20 de abril de 2014, o pastor aparece instruindo os fiéis sobre o caminho "até chegar ao lugar da vitória", quando diz: "Hoje eu levo minha família toda (a hotéis quatro estrelas) e não tô nem aí. Não tô roubando. Não tô nem aí pra você, ô mané, que tá me assistindo (…) Eu não vou deixar de usufruir do lugar vitória porque eu sei o preço que eu paguei e que eu tenho pago", afirmou. Em outro momento, Malafaia também diz: "Você quer saber o valor do meu anel? Quatro mil dólares. Com meu dinheiro. (...) Tá vendo o Mercedes e500, blindado na Alemanha? Foi um parceiro meu que me deu de presente de aniversário", continuou. A Mercedes-Benz blindada do pastor vale cerca de 450 mil reais, veículo que ele afirma ter ganho de um parceiro de seu ministério.[carece de fontes?]

### Declarações sobre homossexuais

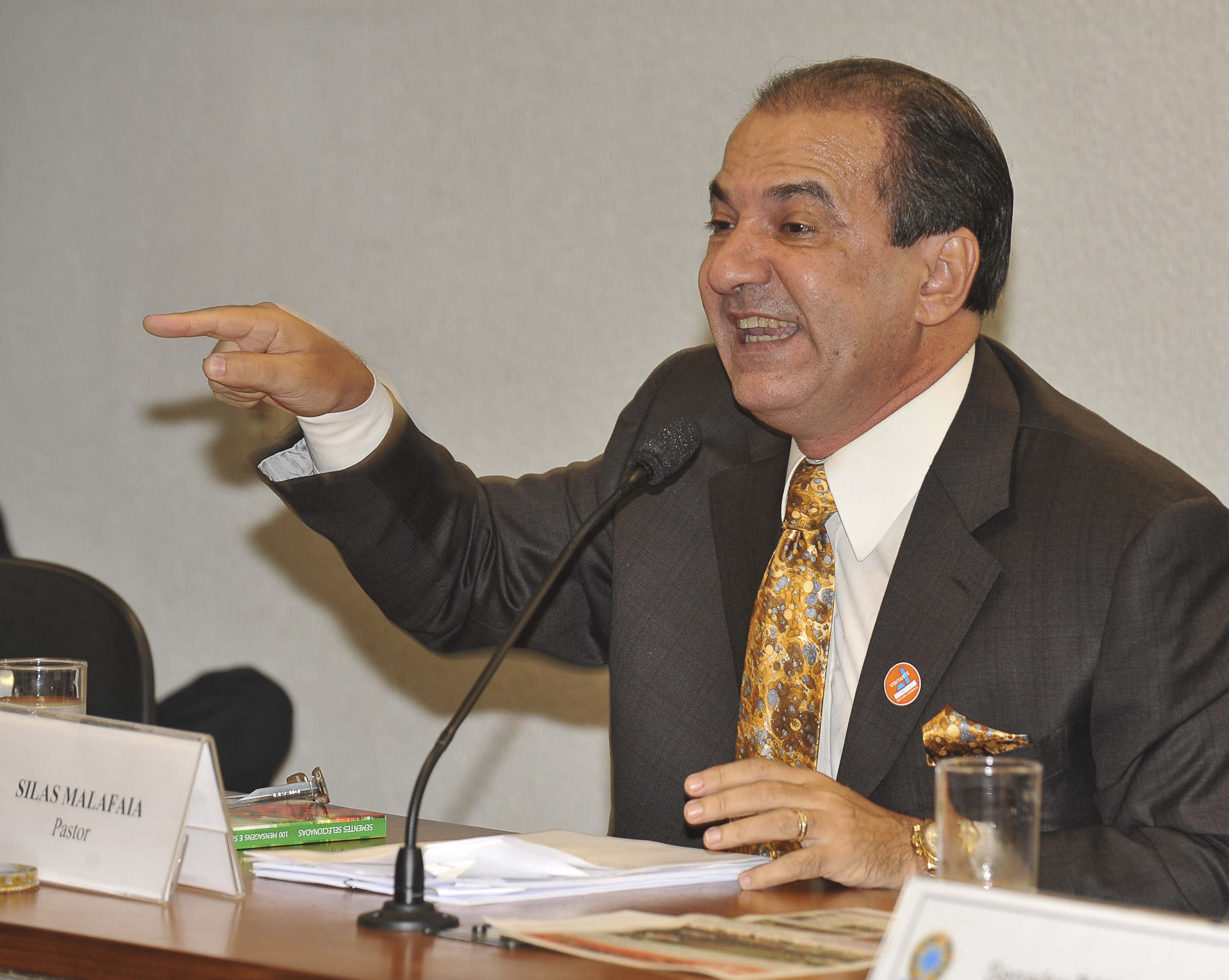
Malafaia durante audiência pública na Comissão de Direitos Humanos e Legislação Participativa do Senado

Em 25 de junho de 2008, liderou uma manifestação diante do congresso nacional, contra o projeto de Projeto de Lei 122 (PL 122). Ele afirma que o projeto não protege os direitos dos homossexuais, mas sim lhes dá privilégios pois suas condutas não poderiam ser mais criticadas ou desestimuladas. Além disso, ao se referir ao projeto em questão, afimou que este seria a "primeira porta para a pedofilia." Em 1 de junho de 2011, no programa Manhã no Parlamento da Rádio Câmara, o pastor acusou o PL 122 de criar "privilégios" para os homossexuais de forma inconstitucional, dizendo que "existe uma diferença gritante entre criticar uma determinada conduta e discriminar pessoas" e ainda que "o que eles não suportam é a crítica".
Na Marcha para Jesus de 2011, Silas Malafaia criticou a aprovação da união estável entre pessoas de mesmo sexo, orientando seus fiéis a não votarem em parlamentares defensores do PL 122. "Ninguém aqui vai pagar de otário, de crente, não. Se for contra a família não vai ter o nosso voto", afirmou Malafia; O pastor fez uso de um vocabulário que foi considerado "vulgar" pelo Portal iG, por conter termos como "otário" e "lixo moral". Segundo Malafaia, este dispositivo (o PL 122) abre um precedente que criminaliza a conduta de um pastor que, por questão de princípios, impedisse a ocorrência ou o prosseguimento manifestações homoafetivas no interior de seu estabelecimento religioso. No mesmo evento, em 2011, criticou a decisão de liberar a Marcha da Maconha e o PL 122.
Em 3 de fevereiro de 2013, durante uma entrevista concedida ao programa de De Frente com Gabi, apresentado por Marília Gabriela, Malafaia causou uma forte polêmica ao afirmar: "Eu não acredito que dois homens e duas mulheres tenham a capacidade de criar um ser humano. Se tiver pastor homossexual, ele perde o cargo. Não tenho nada contra homossexuais, mas amo homossexuais assim como amo bandidos." O geneticista Eli Vieira, doutorando na Universidade de Cambridge publicou um vídeo de resposta às afirmações de Malafaia na entrevista citada, refutando, com base em publicações científicas, as afirmações do religioso.
Após repreensão do Conselho Federal de Psicologia, Malafaia virou objeto de dois abaixo-assinados no site Avaaz. O primeiro, criado no dia 8, pedia que seu registro de psicólogo fosse cassado. Dias depois, um evangélico do Rio Grande do Sul lançou uma petição pela "não cassação" do religioso. A moção a favor de Malafaia, no entanto, foi retirada do site quando registrou 65 mil assinaturas e ultrapassou o primeiro pedido, contrário ao religioso, que registrava 55 mil adesões.
Em 18 de fevereiro de 2013, o religioso afirmou que iria processar judicialmente o Avaaz e seu coordenador de campanha, Pedro Abramovay, por campanha difamatória e assédio moral. Ao jornal Folha de S.Paulo, Abramovay declarou: "estamos muito orgulhosos dessa decisão democrática para rejeitar este tipo de lobby para continuar práticas homofóbicas."

### Discussão com Ricardo Boechat

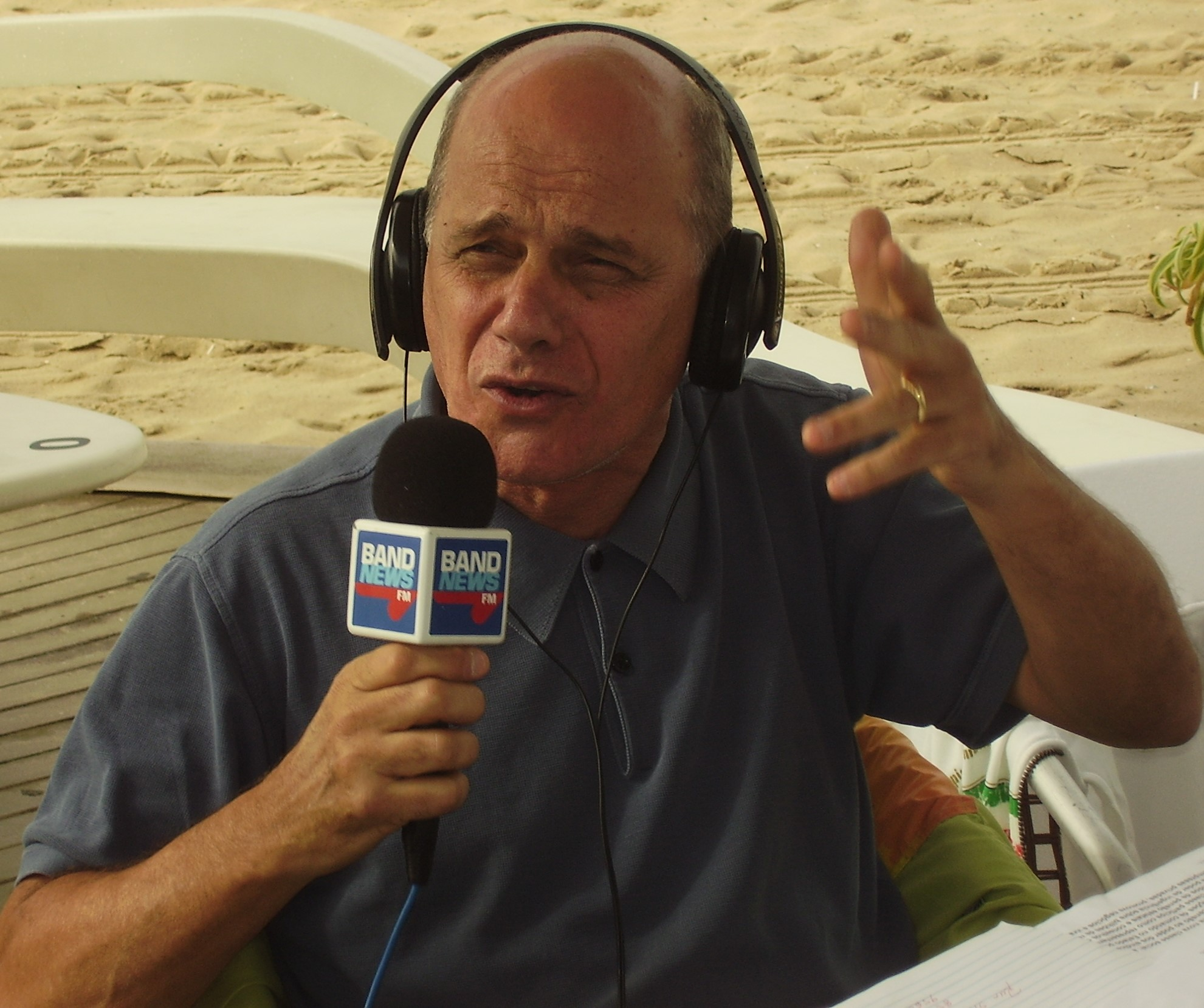
Repóter Ricardo Boechat.

Na sexta-feira de 19 de junho de 2015, Ricardo Boechat e Malafaia protagonizaram uma discussão de grande repercussão. Tudo começou quando no dia 17 de junho, o jornalista decidiu comentar em seu programa na rádio BandNews FM, sobre a 'onda de crimes causada pela intolerância religiosa', afirmando que: "Os evangélicos são uma massa monumental de brasileiros, sempre ficam muito sensíveis quando se faz alguma crítica que generalize a abordagem. E nesse sentido, eu quero deixar bem claro que essa crítica é uma crítica muito dirigida a pastores e algumas igrejas neopentecostais, e alguns grupos específicos dentro de algumas agremiações religiosas que estão estimulando e levando a cabo ações de hostilidade contra outras religiões, especialmente as religiões de origem africana". Esse trecho despertou a fúria de Silas Malafaia, que sentiu-se ofendido e, através do twitter, escreveu que o jornalista estava falando asneira e também o chamou de idiota. Ao ver as mensagens do pastor, enquanto falava ao vivo pela BandNews FM Fluminense, Boechat resolveu responder às acusações: “É no âmbito de igrejas neo pentecostais que estão acontecendo atos de incitação a intolerância religiosa, mais do que em outros ambientes.
Silas Malafaia passou o dia tweetando mensagens a Ricardo Boechat, além de ter gravado um vídeo para retrucar o jornalista. No vídeo ele acusa Boechat de perder a linha, dizendo que ele não foi imparcial aos ataques contra os cristãos na Parada Gay de São Paulo. O pastor também ameaçou processar o jornalista, bem como desafiou Boechat para um confronto cara a cara em algum programa. Malafaia também acusa o jornalista de não ter moral e alegou que a mãe da menina atacada na saída do terreiro seria frequentadora da sua igreja. Para completar, diz que Boechat “dá chilique no microfone quando não gosta de alguma coisa”. Ele também reafirmou que iria intimar o jornalista na Justiça. Em resposta durante programa na BandNews FM, Boechat sugeriu a Malafaia "procurar uma rola", acusando o pastor de ser charlatão e "tomador de grana de fiel". Posteriormente, em audiência judicial, ambos se retrataram.

### Apoio político à Jair Bolsonaro e outras polêmicas
Apoiador atuante de Jair Bolsonaro na Campanha presidencial de 2018 e na Campanha presidencial de 2022, protagonizou polêmica cena onde orava na região onde o presidenciável seria atacado meses depois.
Na Avenida Paulista, em abril de 2025, Malafaia aproveitou o momento para chamar o presidente da Câmara dos Deputados, Hugo Motta, de iníquo, por dificultar o arquivamento do Projeto de Lei que pedia a anistia aos acusados por Atos Antidemocráticos que visavam derrubar o recém-eleito Presidente Lula e os Ministros do Supremo Tribunal Federal. 

## Questões judiciais
Silas Malafaia, além das polêmicas, já foi denunciado, citado e condenado diversas vezes na Justiça e em Conselho Profissional:

### Homofobia
Em 2012, Silas foi denunciado ao Ministério Público (MP) pela TV Bandeirantes por fazer comentários que foram considerados homofóbicos, de ódio e que poderiam "incitar a violência em relação aos homossexuais" durante um dos seus programas transmitidos pela emissora. Durante o programa, Malafaia disse: "Os caras na Parada Gay ridicularizaram símbolos da Igreja Católica e ninguém fala nada. É para Igreja Católica 'entrar de pau' em cima desses caras, sabe? 'Baixar o porrete' em cima para esses caras aprender (sic). É uma vergonha!" O religioso, porém, afirmou que as expressões "baixar o porrete" e "entrar de pau" significam apenas "formular críticas, tomar providências legais". O processo acabou extinto pelo juiz federal Victorio Giuzio Neto, que o considerou uma forma de censura.
Em 7 de fevereiro de 2013, o Conselho Federal de Psicologia (CFP) publicou uma nota de repreensão a Silas Malafaia, que é graduado em Psicologia, em razão de suas declarações na entrevista ao programa de Marília Gabriela. Segundo o Conselho, a "atitude desrespeitosa de Malafaia com homossexuais ressalta um tipo de comportamento preconceituoso que não se insere, em hipótese alguma, no tipo de sociedade que a Psicologia vem trabalhando para construir com outros atores sociais igualmente sensíveis e defensores dos Direitos Humanos". O CFP explicou que, na visão corrente da Psicologia, a homossexualidade não pode ser considerada doença, desvio ou perversão. Nesse sentido, o pastor "agrediu a perspectiva dos direitos humanos a uma cultura de paz e de uma sociedade que contemple a diversidade e o respeito à livre orientação". O CFP considerou "lamentável que exista um profissional que defenda uma posição de retrocesso que chega a ser quase inquisitório, colocando como vertentes do seu pensamento a exclusão e o preconceito na leitura dos direitos humanos."

### Corrupção
Em 16 de dezembro de 2016, Malafaia foi alvo de um mandado de condução coercitiva durante a Operação Timóteo, nome que se baseia em um dos livros do Novo Testamento da Bíblia, a primeira epístola a Timóteo. No capítulo 6, versículos 9-10, está escrito: "Os que querem ficar ricos caem em tentação, em armadilhas e em muitos desejos descontrolados e nocivos, que levam os homens a mergulharem na ruína e na destruição, pois o amor ao dinheiro é a raiz de todos os males". A Polícia Federal transcreveu o trecho na representação judicial que deu origem à operação. Malafaia foi conduzido coercitivamente até a sede do Departamento de Polícia Federal em São Paulo para prestar depoimento. Segundo a PF, o líder religioso é suspeito de emprestar contas bancárias de sua instituição para ajudar a ocultar dinheiro. A suposta organização criminosa agia junto a prefeituras para obter parte dos 65% da chamada Compensação Financeira pela Exploração de Recursos Minerais (CFEM) repassada aos municípios. Malafaia negou todas as acusações e declarou estar "indignado" com a condução coercitiva da qual foi alvo.
Em 17 de fevereiro de 2017, a PF indiciou Silas Lima Malafaia por lavagem de dinheiro e corrupção. De acordo com a PF, o pastor evangélico da Igreja Assembleia de Deus Vitória em Cristo "se locupletou com valores de origem ilícita", conforme relatório de conclusão de inquérito por lava. A investigação detectou que um cheque do escritório de advocacia de Jader Pazinato, no valor de 100 mil reais, foi depositado na conta de Malafaia. Pazinato, segundo a PF, teria recebido recursos ilícitos desviados de prefeituras e repassado propina, sendo que também foi indiciado por corrupção ativa e peculato. O indiciamento significa que a autoridade policial encontrou elementos para caracterizar a ocorrência de crimes. Além de Malafaia, a PF indiciou outros 49 investigados, dentre eles o ex-diretor do Departamento Nacional de Produção Mineral (DNPM) Marco Antônio Valadares e Alberto Jatene, filho do governador do estado do Pará, Simão Jatene. Segundo o relatório da PF, contratos fraudulentos com prefeituras eram usados para desviar recursos de arrecadação da mineração. Outra associação religiosa, a Igreja Embaixada do Reino de Deus, também recebeu 1,7 milhão de reais de Pazinato, segundo a PF. Para isso, eram usadas empresas e escritórios de advocacia. "Considerando toda a engrenagem criminosa, com estrutura ordenada que passa por quatro etapas distintas – da captação dos contratos até o branqueamento dos valores – tendo os personagens de cada uma delas funções específicas, concluímos que são fartos os indícios da existência de verdadeira ORCRIM (organização criminosa), responsável pelo desvio de pelo menos R$ 66 milhões", escreveu o delegado.
Em depoimento que integra acordo de delação premiada, o advogado Francisco de Assis e Silva, do grupo JBS, confirmou que a empresa fazia pagamentos ao procurador da República Ângelo Goulart Villel, que fazia parte da força-tarefa da Operação Greenfield, que investiga a JBS e subsidiárias em esquema de uso irregular de dinheiro de fundos de pensão. Segundo o advogado Silva, Villela teria sido apresentado a ele e a Joesley Batista, empresário dono do grupo J&F, por intermediação dos advogados Willer Tomaz e Juliano Costa Couto, presidente da OAB no Distrito Federal. No vídeo do depoimento, ocorrido em 10 de maio de 2017, Silva diz que "o relacionamento do grupo com o advogado Willer Tomaz começa no finalzinho do ano passado, quando um amigo do Joesley, preocupado com as operações Greenfield e Sepsis, indica o advogado Juliano Costa Couto, que teria relacionamento próximo com a 10ª Vara Federal", afirma. Segundo o advogado, para ilustrar sua intimidade com o magistrado responsável pelas operações, Willer lhe disse que o juiz teria aceitado se encontrar informalmente com o pastor Silas Malafaia, que desejava estreitar relações com o Judiciário após ter sido alvo de condução coercitiva.
Em Setembro de 2022, Malafaia foi denunciado por eleitor de Paracambi (RJ) por violação de dados pessoais sem autorização para pedir votos na campanha de Jair Bolsonaro, Cláudio Castro, Romário e Samuel Malafaia para, respectivamente, candidato derrotado à Presidente da República, para reeleição para Governador do Rio de Janeito, para a reeleição do Senador pelo estado do Rio de Janeiro e para reeleição de seu irmão a Deputado Estadual do Estado do Rio de Janeiro. O caso estaria sendo julgado na justiça do Rio de Janeiro.

### Pandemia de COVID-19
A Justiça do Rio de Janeiro determinou que o pastor Silas Malafaia não realize cultos em suas igrejas, a Assembleia de Deus Vitória em Cristo, durante o início da Pandemia Global de COVID-19. A decisão do desembargador Agostinho Teixeira ocorreu no dia 09 de abril de 2020. O magistrado acolheu um pedido do Ministério Público estadual e estabeleceu uma multa de R$ 10 mil em caso de descumprimento. Uma decisão anteior, em 21 de março de 2020, do também desembargador Sérgio Seabra, do Tribunal de Justiça do Rio, deferia parcialmente uma liminar que mantinha as igrejas fechadas para cultos presenciais, mas abertas para receber pessoas, sem aglomeração. Antes, o juiz de plantão Marcello de Sá Baptista havia negado a suspensão dos cultos, em março de 2020. O MP recorreu, sob justificativa de Baptista, o governo do estado, à época, não tinha “determinado a interrupção” e o  Legislativo “não criou uma lei neste sentido”, mas o então governador Wilson Witzel publicou decreto suspendendo eventos e atividades com a presença de público.

### Ataques de 8 de janeiro

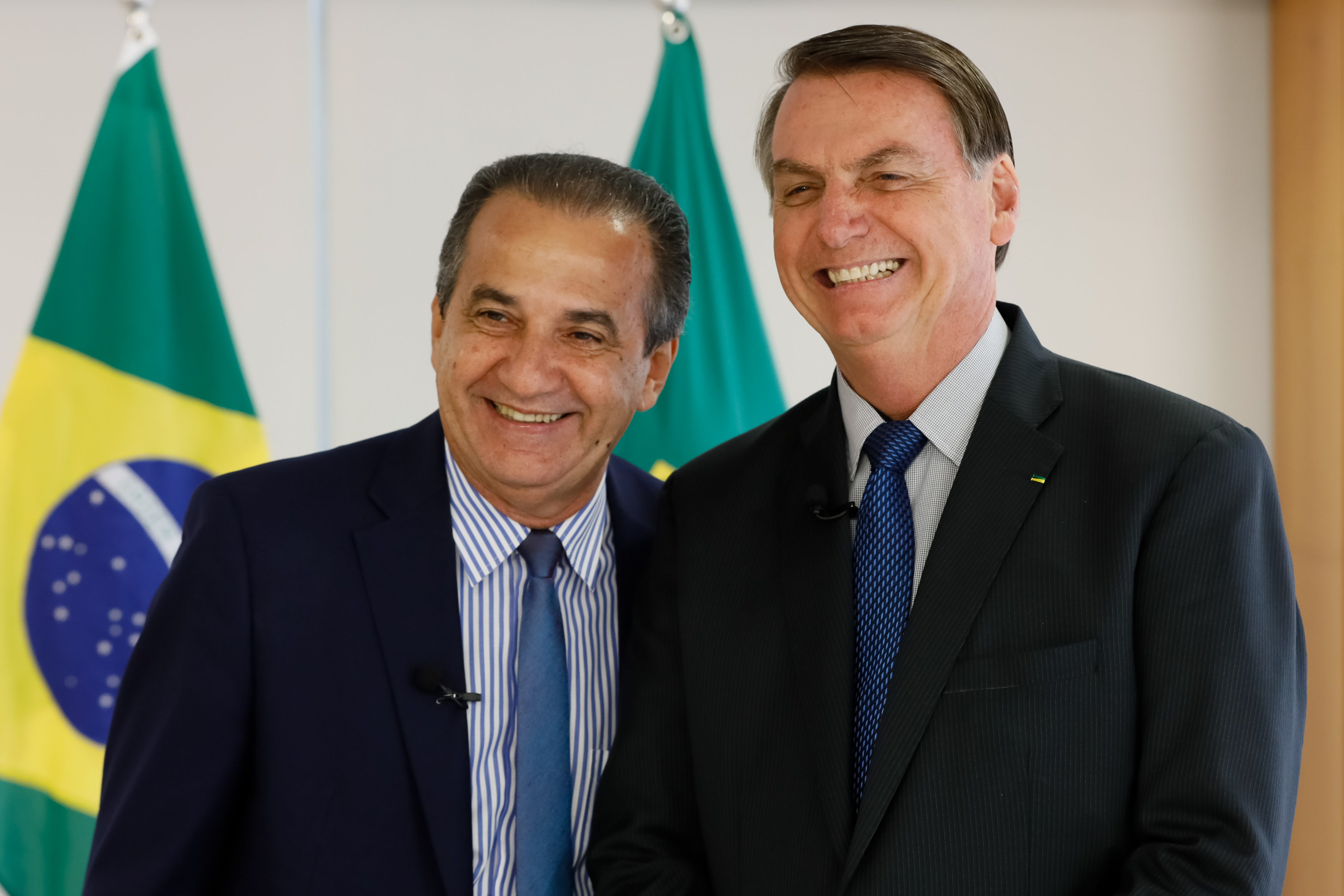
Malafaia ao lado de Jair Bolsonaro

O pastor passou a ser investigado pela PF para determinarem de onde veio o dinheiro que financiou o ato. O caso ficou conhecido como Atos Antidemocráticos de 8 de Janeiro. Ele teria entrado na mira dos investigadores por ter organizado o ato e radicalizado o tom contra as instituições democráticas. A avaliação é de que Bolsonaro 'terceirizou' os ataques ao pastor. Apesar de ter adotado uma postura mais moderada, investigadores afirmam que o ex-presidente acabou confirmando a participação dele no esquema da elaboração de um golpe de Estado; e, que, se tivesse adotado o tom de Malafaia, ele estaria preso, uma vez que policiais federais acompanharam o ato presencialmente, com esquema montado no local.
Em agosto de 2024, após ato político com Jair Bolsonaro na Avenida Paulista, em São Paulo, onde criticou publicamente o STF, Malafaia disse não temer prisão. Em entrevista à Mônica Bergamo, em outubro de 2024, na Folha de São Paulo, chamou o ex-futuro aliado Jair Bolsonaro de “Covarde, omisso, que se baseia em redes sociais e não quer se comprometer." e referiu ao candidato Pablo Marçal como “psicopata” e “mentiroso”. 

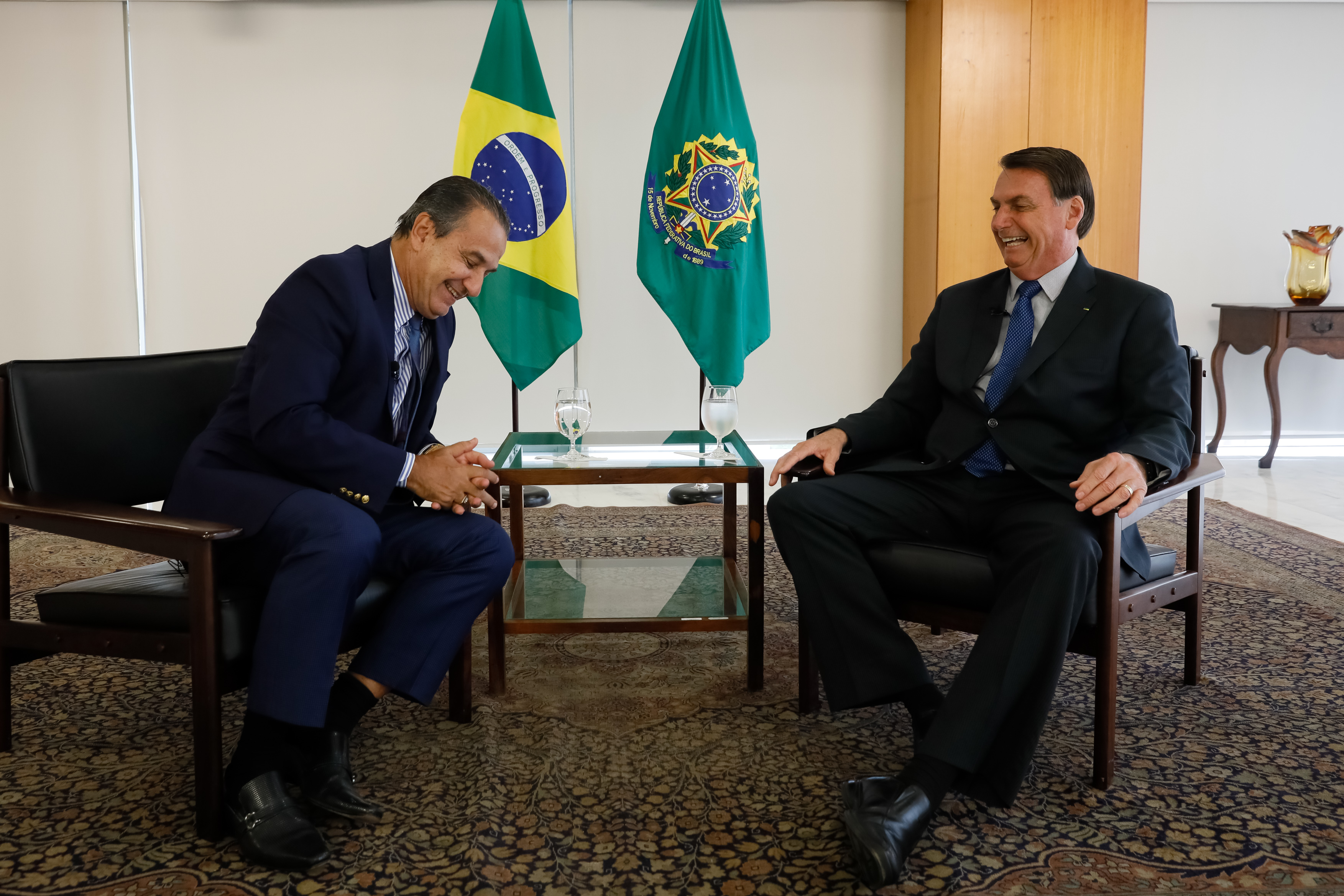
Malafaia ao lado de Jair Bolsonaro

Em agosto de 2024, Malafaia foi acusado foi denunciado à Procuradoria-Geral da República (PGR) sob a acusação de envolvimento em atos antidemocráticos e por proferir ofensas contra o ministro do Supremo Tribunal Federal (STF), Alexandre de Moraes. A denúncia foi apresentada por Leonardo Bastos, integrante do conselho de ética do Partido dos Trabalhadores (PT) de Sapucaia do Sul. De acordo com Bastos, a iniciativa busca responsabilizar figuras públicas que, segundo ele, incitam desordem e desrespeitam as instituições democráticas. “A denúncia contra Silas Malafaia visa a manutenção do estado de direito e o respeito às autoridades constituídas”, afirmou o denunciante em declaração pública.
Em 6 de abril de 2025, em defesa de um alegado "ataque ao patrimônio público" e negando "tentativa de Golpe de Estado", Malafaia volta à Avenida Paulista para criticar o Judiciário e o Exército Brasileiro "Cadê esses generais de quatro estrelas do Alto Comando do Exército? Cambada de frouxo. Cambada de covardes. Cambada de omissos. Vocês não honram a farda que vestem."

### Difamação
Em agosto de 2022, a jornalista Vera Magalhães ajuizou ação após Malafaia afirmar no Twitter que ela receberia meio milhão de reais por ano do "governo Dória" para "atacar sucessivamente" o governo do ex-presidente Jair Bolsonaro. Na condenação de Malafaia, ainda em primeiro grau, o juízo determinou que ele pagasse uma indenização de R$15 mil e também proibiu-o de espalhar fake news sobre Vera em suas redes sociais. Malafaia recorreu da decisão. Danos morais, ataques à honra, ataque à liberdade de imprensa e calúnia foram levantadas pela acusação. Em março de 2024, porém, Malafaia foi condenado pela segunda instância da Justiça, novamente, a pagar uma indenização de R$ 15 mil à jornalista Vera Magalhães, com juros e correção monetária. O desembargador designado para o caso anotou nos autos que "Entre os limites impostos pela própria Constituição Federal ao direito à liberdade de expressão está o dever de respeitar a intimidade, a vida privada, a honra e a imagem das pessoa."
Em 2016, Malafaia foi processado pelo ex-deputado federal Marcelo Freixo por dizer que Freixo distribuiria "cartilhas eróticas nas escolas" se eleito prefeito do Rio de Janeiro, gerando controvérsia no público de base conservadora e evangélica. Na ocasião, Freixo concorreu ao cargo de prefeito pelo PSOL e foi derrotado no segundo turno pelo também religioso Marcelo Crivella (Republicanos), aliado e apoiado por Malafaia. Em agosto de 2020, o juiz Rossidelio Lopes da Fonte, da 36ª Vara Cível do Rio de Janeiro, condenou Malafaia a pagar R$ 15 mil de indenização. Tanto Malafaia quanto Freixo recorreram da decisão em primeira instância. A defesa do, posteriormente, presidente da Embratur disse, à época, que o baixo valor acabava "premiando o causador do dano com esse comportamento". Em 2022, Malafaia foi condenado em segunda instância a pagar indenização de R$ 100 mil a Freixo. Em 2020, o pastor já tinha sido condenado no valor de R$ 15 mil. Tanto Malafaia, quanto Freixo recorreram. "Apenas R$ 15 mil por esse tipo de conduta acaba premiando o causador do dano com esse comportamento", afirmou o advogado de Freixo à época. O valor foi revisto para R$ 100 mil e, como não foi pago, é atualizado mensalmente, atingindo R$ 280 mil em setembro de 2024. O STJ entendeu que Malafaia queria "protelar" o cumprimento da condenação e aplicou uma multa no valor de 2%. Para o tribunal, ficou "evidenciado o seu caráter manifestamente protelatório". Em setembro de 2024, o valor da indenização mais multa chegava a R$ 286 mil.
O ativista político Silas Malafaia realizou, em junho de 2022, transação penal para extinção do processo, através de acordo contra Felipe Neto por Injúria e Difamação. Em audiência realizada no 9ª Juizado Especial Criminal com a presença de ambos, na Barra da Tijuca, o Malafaia aceitou a proposta de transação penal - espécie de acordo legal - apresentada pelo Ministério Público para não ser denunciado em dois processos movidos pelo youtuber Felipe Neto pela suposta prática de crimes de injúria e difamação. O evangélico teria de efetuar o pagamento de 20 salários mínimos (R$24.240,00, na data) a título de indenização, sendo 10 salários em cada processo. O dinheiro seria revertido, por acordo, para aquisição de objetos e bens materiais de uso e consumo, em favor da Associação Solidários Amigos de Betânia, na Praça Nossa Senhora do Loreto, Jacarepaguá, Zona Oeste da cidade. A instituição escolhida por Neto acolhe homens, moradores em situação de rua, com vulnerabilidade social, a quem são oferecidos cursos profissionalizantes.

### Desinformação
Em novembro de 2024, Malafaia foi condenado pela Justiça de São Paulo devido a uma declaração feita durante um ato em apoio ao ex-presidente Jair Bolsonaro, em fevereiro do mesmo ano. Malafaia afirmou que o Partido dos Trabalhadores (PT) invadiu o Congresso Nacional em 2017 para derrubar o então presidente Michel Temer. O partido argumentou que Malafaia fez uma comparação infundada para minimizar os atos antidemocráticos de 8 de janeiro de 2023, além de tentar responsabilizar o PT injustamente. Na ação, pediu uma indenização de R$ 20 mil por danos morais. O juiz Valdir Queiroz Junior rejeitou o pedido de indenização financeira, mas determinou que Malafaia se retrate publicamente em suas redes sociais. Caso não cumpra a decisão, o pastor enfrentará multa diária de R$ 1 000, limitada a R$ 100 mil.

## Honrarias
Recebeu o título de cidadão benemérito do estado do Rio de Janeiro, concedido pela Assembleia Legislativa. Também recebeu a Medalha do Pacificador, entregue pelo Exército Brasileiro.
Em agosto de 2012 foi selecionado por votação aberta ao público, como um dos 30 brasileiros mais importantes da história do País através do programa do SBT denominado de O Maior Brasileiro de Todos os Tempos.
Em dezembro de 2022, recebeu a Ordem de Rio Branco, no grau de Grande Oficial do quadro suplementar.

## Livros
- Abundância de Deus em Nossa Vida, A ISBN 85-7689-042-9
- Ânimo: O Agente Ativador do Ser ISBN 978-85-7689-066-9
- Aprendendo com uma Mulher Extraordinária ISBN 978-85-7689-113-0
- Aprendendo Para CrescerISBN 978-85-7689-074-4
- Atraindo a Atenção de Deus ISBN 978-85-7689-170-3
- Autoridade EspiritualISBN 978-85-7689-073-7
- Bons Pais, Filhos Melhores ISBN 85-89811-11-5
- Como Ser AbençoadoISBN 978-85-7689-144-4
- Crescimento Ideal da Vida Cristã ISBN 978-85-7689-110-9
- Criação X Evolução: Quem está com a razão? ISBN 85-89811-73-5
- Cristãos Equivocados ISBN Cód- 001987 Erro de parâmetro em {{ISBN}}: caractere inválido
- Deus que Supre Todas as Nossas Necessidades, O ISBN 978-85-7689-163-5
- Dois caminhos e uma escolha ISBN 85-89811-04-2
- Enfrentando Problemas e Seguindo em FrenteISBN 978-85-7689-112-3
- Esperando em Deus ISBN 85-7689-006-2
- Extraordinária Presença de Jesus, A ISBN 978-85-7689-077-5
- Felicidade ou Sofrimento: Qual a Sua escolha? ISBN 978-85-7689-076-8
- Importância de Ser Cheio do Espírito Santo, A ISBN 978-85-7689-108-6
- Inteligência Espiritual ISBN 978-85-7689-138-3
- Leitura Diária - Silas Malafaia ISBN 978-85-7689-219-9
- Lições de Vencedor ISBN 9-78858E-12 Erro de parâmetro em {{ISBN}}: caractere inválido
- Limites do Sofrimento ISBN 9-78858E-12 Erro de parâmetro em {{ISBN}}: caractere inválido
- Maravilhosa Graça de Deus, A ISBN 978-85-7689-145-1
- Minhas Experiências de Vida - Silas Malafaia ISBN 978-85-7689-274-8
- Mordomia Cristã ISBN 85-89811-42-5
- Na direção de Deus ISBN 85-89811-45-X
- O Cristão e a Sexualidade ISBN 85-89811-18-4 Erro de parâmetro em {{ISBN}}: soma de verificação
- O Deus de todos os momentos ISBN 85-89811-10-7
- O Que É o Ser Humano? ISBN 978-857-7689-1147 Erro de parâmetro em {{ISBN}}: comprimento
- O Que Fazer Quando Não Existem Mais Saídas? ISBN 85-7689-013-5
- O significado de um viver santo ISBN 85-89811-41-7
- Orar pode mudar tudo ISBN 85-89811-40-9
- Os Insondáveis Propósitos de Deus ISBN 978-85-7689-123-9
- Palavra de Vitoria ISBN 978-85-7689-099-7
- Palavra de Vitoria 2 ISBN 978-85-7689-099-7
- Porque o Justo Sofre e o Ímpio Prospera ISBN 85-7689-004-6
- Pr- Silas Responde ISBN 978-85-7689-197-0
- Pregando Poderosamente a Palavra de Deus ISBN 8589811-91-3
- Pregando Poderosamente a Palavra de Deus 2 ISBN 978-857-689-232-8
- Presença de Deus: Causas e Efeitos ISBN 978-85-7689-109-3
- Quatro segredos da vida de Jesus ISBN 85-89811-01-8
- Tempo: Um Fator Fundamental para a Vida ISBN 85-7689-037-2
- Transformando as Adversidades em Bênçãos ISBN 978-85-7689-134-5
- Vencendo as Tempestades da Vida ISBN 85-89811-06-9
- Vencendo as tentações ISBN 85-89811-21-2
- Vínculos do Amor ISBN 978-85-7689-182-6
- Você Precisa Ser Determinado ISBN 978-85-7689-116-1